# 飛來猛
飛來猛（英語：Dashing Fellow），是一匹曾在香港出賽的已退役賽駒，練馬師是約翰摩亞。

## 簡介
2014/2015馬季，「飛來猛」在莫雷拉胯下取得四捷。
2015年11月14日，鄭雨滇策騎「飛來猛」全程採取主動，結果「飛來猛」以直領到底的姿態，擊敗賽前備受看好的「首飾太陽」，勝出第一班盃賽樂聲盃。
2016年3月6日，潘頓策騎「飛來猛」出閘迅速，繼而毫不猶疑讓坐騎繼續上前採取主動，勝出香港三級賽港澳盃，使得練馬師約翰摩亞第四度勝出這項賽事。
2017年10月1日，何澤堯策騎「飛來猛」勝出國際三級賽國慶盃。賽後，約翰摩亞顯得有點意外地說：「確是有點驚喜，是不？我認為今日的場地狀況有助『飛來猛』爭勝，但始終未有預料牠可奏凱而回。」他補充：「今日牠勝出的是一場讓賽，跑平磅賽又是另一回事，馬主明白馬兒是一匹三級讓磅賽馬，倘若今日跑的是平磅賽，牠可能只能以第四或第五名過終點。」
2018年3月2日，「飛來猛」宣告退役，正式結束其競賽生涯。

## 在港勝出賽事全紀錄
| 比賽日期   | 賽事名稱                   | 賽事班次 | 賽道 | 賽事路程 | 比賽馬場 | 名次 | 完成時間 | 騎師   |
| ---------- | -------------------------- | -------- | ---- | -------- | -------- | ---- | -------- | ------ |
| 18/01/2015 | 衙前圍讓賽                 | 第四班   | 草地 | 1400米   | 沙田馬場 | 1    | 1:22.64  | 莫雷拉 |
| 07/04/2015 | 獅子會盃（讓賽）           | 第三班   | 草地 | 1400米   | 沙田馬場 | 1    | 1:21.68  | 莫雷拉 |
| 03/05/2015 | 印度洋讓賽                 | 第三班   | 草地 | 1400米   | 沙田馬場 | 1    | 1:21.89  | 莫雷拉 |
| 27/06/2015 | 香港傷健策騎協會盃（讓賽） | 第三班   | 草地 | 1400米   | 沙田馬場 | 1    | 1:21.56  | 莫雷拉 |
| 14/11/2015 | 樂聲盃（讓賽）             | 第一班   | 草地 | 1400米   | 沙田馬場 | 1    | 1:21.87  | 鄭雨滇 |
| 06/03/2016 | 港澳盃（讓賽）             | HKG3     | 草地 | 1400米   | 沙田馬場 | 1    | 1:21.65  | 潘頓   |
| 19/03/2017 | 雄心威龍讓賽               | 第一班   | 草地 | 1400米   | 沙田馬場 | 1    | 1:23.23  | 田泰安 |
| 01/10/2017 | 國慶盃（讓賽）             | G3       | 草地 | 1000米   | 沙田馬場 | 1    | 0:56.59  | 何澤堯 |

## 在港一級賽出賽全紀錄
| 比賽日期   | 賽事名稱       | 賽事班次 | 賽道 | 賽事路程 | 比賽馬場 | 名次 | 完成時間 | 騎師   |
| ---------- | -------------- | -------- | ---- | -------- | -------- | ---- | -------- | ------ |
| 24/01/2016 | 香港經典一哩賽 | HKG1     | 草地 | 1600米   | 沙田馬場 | 9    | 1:36.47  | 郭能   |
| 07/05/2017 | 主席短途獎     | G1       | 草地 | 1200米   | 沙田馬場 | 7    | 1:09.25  | 祈普敦 |

## 外部連結
- . 2015-11-14  [2015-11-14]. （原始内容存档于2022-03-01）. （页面存档备份，存于）
- . 2016-03-06  [2016-03-06]. （原始内容存档于2021-03-01）. （页面存档备份，存于）
- . 2017-10-01  [2017-10-01]. （原始内容存档于2018-01-07）. （页面存档备份，存于）